# Canti randagi 2
Canti randagi 2 è una raccolta del 2010 di omaggi al cantautore Fabrizio De André.
Segue idealmente l'album Canti randagi.

## Tracce
1. Mario Incudine – Vuccuzza di viuri (Bocca di rosa)
2. Elena Ledda – Pregadoria in gennargiu (Preghiera in gennaio)
3. Riccardo Tesi – Franziska (Franziska)
4. La Sedon Salvadie – La balade de l'eroi (La ballata dell'eroe)
5. Graziano Accinni – Andrea (Andrea)
6. Pietrarsa & Mimmo Maglionico – Sinan capudan pascià (Sinan capudan pascià)
7. Cristiano De André – A cimma (La cima)
8. Bevano Est – E sunadores Jones (Il suonatore Jones)
9. Baraban – Fiume Sand Creek (Fiume Sand Creek)
10. Petra Magoni & Ferruccio Spinetti – La romance de Marinelle (La canzone di Marinella)

## Produzione
- Prodotto da: Cose di Musica
- Mastering: Enrico Capalbo
- Registrato da: Davide Roveri
- Recording Supervisor: Sandro Sandrolini